# Vesell Memedi
Vesell Memedi (mac. Весел Мемеди; ur. 12 września 1974 w Gostiwarze) – północnomacedoński polityk pochodzenia albańskiego. Ukończył studia magisterskie na University of Leeds oraz doktorskie na Uniwersytecie Amsterdamskim, w latach 2016–2020 zasiadał w Zgromadzeniu Republiki Macedonii Północnej z ramienia Odrodzenia Narodowo-Demokratycznego.